# Illiers-l'Evêque
Illiers-l'Evêque é uma comuna francesa na região administrativa da Normandia, no departamento de Eure. Estende-se por uma área de 20,39 km². Em 2010 a comuna tinha 1 012 habitantes (densidade: 49,6 hab./km²).